# Campeonato Regional do Sal de 2016–17
O Campeonato Regional (ou Insular) do Sal de 2016-17 foi a epoca de Liga Insular do Sal, competição de futebol. O campeonato foi organizado-se por Associação Regional de Futebol do Sal (ARFS).Foi o segundo tempo presentado com oito na Primeira Divisão e 14 jogos por clube, e o primeiro com cinco na Segunda Divisão.[carece de fontes?] O temporada iniciado em 14 de janeiro e terminado em 30 de abril. Todos o jogos jogarado na Estádio Marcelo Leitão, localiza-se na zona suleste do Espargos.
O campeão do torneio foi o Académico do Aeroporto conqustou o 15a título recentemente do clube é jogar em Campeonato Cabo-Verdiano de Futebol de 2017.
Académica do Aeroporto possui-se 31 pontos e venceu 10 jogos  é uma segundo recorde da clube. Santa Maria artilheirado o mais gols com 40.
Verdun finido o último posição e foi o único clube de seis original relegado na Segunda Divisão.

## Clubes
| - Académica (Espargos) - Académico do Aeroporto | - GDRC Pretória |

## Resumo da Temporada
A edição 2016-17 da Campeonato Regional (ou Insular) teve o Académico do Aeroporto.

### Primeira Divisão

#### Classificação Final
| # | Equipa                         | J  | V  | E | D  | GP | GC | SG  | Pts | Classificação                                                |
| - | ------------------------------ | -- | -- | - | -- | -- | -- | --- | --- | ------------------------------------------------------------ |
| 1 | Académico do Aeroporto (C) (Q) | 14 | 10 | 1 | 3  | 29 | 12 | +17 | 31  | Qualificado para Campeonato Cabo-Verdiano de Futebol de 2017 |
| 2 | Sport Club Santa Maria         | 14 | 9  | 2 | 3  | 40 | 17 | +23 | 29  |                                                              |
| 3 | Juventude                      | 14 | 9  | 2 | 3  | 30 | 14 | +16 | 29  |                                                              |
| 4 | Académica do Sal               | 14 | 6  | 4 | 4  | 18 | 17 | +1  | 22  |                                                              |
| 5 | Grupo Desportivo Florença      | 14 | 5  | 3 | 6  | 14 | 23 | −9  | 18  |                                                              |
| 6 | Palmeira                       | 14 | 5  | 2 | 7  | 16 | 20 | −4  | 17  |                                                              |
| 7 | Os Gaviões                     | 14 | 2  | 3 | 9  | 9  | 30 | −21 | 9   |                                                              |
| 8 | Verdun (R)                     | 14 | 0  | 4 | 10 | 5  | 24 | −19 | 4   | Rebaixado para 2017/18 Segunda Divisão do Sal                |

Fonte: [carece de fontes?]
Regras para classificação: 1º pontos; 2º saldo de gols; 3º gols pró.
(C) = Campeão; (R) = Rebaixado; (P) = Promovido; (O) = Vencedor do play-off; (A) = Classificado para a próxima fase. 
Somente aplicável se a temporada não tiver terminado: 
(Q) = Classificado para a fase do torneio indicada; (TQ) = Classificado para o torneio, mas não para a fase indicada; (DQ) = Desclassificado do torneio.

#### Segunda Divisão
- 1a: ASGUI
- 2a: GDRC Pretória

## Jogos
| Rodada 1            | Rodada 1 | Rodada 1            | Rodada 1       | Rodada 1        | Rodada 1 | Rodada 1 | Rodada 1 | Rodada 1 | Rodada 1 | Rodada 1 | Rodada 1 |
| Casa                | Gols     | Visitador           | Estádio        | Data            | Hora     |          |          |          |          |          |          |
| ------------------- | -------- | ------------------- | -------------- | --------------- | -------- | -------- | -------- | -------- | -------- | -------- | -------- |
| Verdun              | 0 - 2    | Académica Sal       | Marcelo Leitão | 14 de janeiro   | 14:00    |          |          |          |          |          |          |
| Florença            | 2 - 3    | Santa Maria         | Marcelo Leitão | 14 de janeiro   | 16:00    |          |          |          |          |          |          |
| Juventude           | 3 - 0 1  | Gaviões             | Marcelo Leitão | 15 de janeiro   | 14:00    |          |          |          |          |          |          |
| Palmeira            | 1 - 2    | Académico Aeroporto | Marcelo Leitão | 15 de janeiro   | 16:00    |          |          |          |          |          |          |
| Rodada 2            |          |                     |                |                 |          |          |          |          |          |          |          |
| Casa                | Gols     | Visitador           | Estádio        | Data            | Hora     |          |          |          |          |          |          |
| Gaviões             | 0 - 1    | Palmeira            | Marcelo Leitão | 21 de janeiro   | 14:00    |          |          |          |          |          |          |
| Académico Aeroporto | 1 - 2    | Juventude           | Marcelo Leitão | 21 de janeiro   | 16:00    |          |          |          |          |          |          |
| Santa Maria         | 3 - 0    | Verdun              | Marcelo Leitão | 22 de janeiro   | 14:00    |          |          |          |          |          |          |
| Académica Sal       | 0 - 0    | Florença            | Marcelo Leitão | 22 de janeiro   | 16:00    |          |          |          |          |          |          |
| Rodada 3            |          |                     |                |                 |          |          |          |          |          |          |          |
| Casa                | Gols     | Visitador           | Estádio        | Data            | Hora     |          |          |          |          |          |          |
| Florença            | 2 - 0    | Verdun              | Marcelo Leitão | 28 de janeiro   | 14:00    |          |          |          |          |          |          |
| Académica Sal       | 3 - 3    | Santa Maria         | Marcelo Leitão | 28 de janeiro   | 16:00    |          |          |          |          |          |          |
| Palmeira            | 0 - 0    | Juventude           | Marcelo Leitão | 29 de janeiro   | 14:00    |          |          |          |          |          |          |
| Gaviões             | 0 - 2    | Académico Aeroporto | Marcelo Leitão | 29 de janeiro   | 16:00    |          |          |          |          |          |          |
| Rodada 4            |          |                     |                |                 |          |          |          |          |          |          |          |
| Casa                | Gols     | Visitador           | Estádio        | Data            | Hora     |          |          |          |          |          |          |
| Gaviões             | 1 - 0    | Académica Sal       | Marcelo Leitão | 4 de fevereiro  | 14:00    |          |          |          |          |          |          |
| Santa Maria         | 3 - 1    | Académico Aeroporto | Marcelo Leitão | 4 de fevereiro  | 16:00    |          |          |          |          |          |          |
| Palmeira            | 3 - 2    | Florença            | Marcelo Leitão | 5 de fevereiro  | 14:00    |          |          |          |          |          |          |
| Juventude           | 2 - 0    | Verdun              | Marcelo Leitão | 5 de fevereiro  | 16:00    |          |          |          |          |          |          |
| Rodada 5            |          |                     |                |                 |          |          |          |          |          |          |          |
| Casa                | Gols     | Visitador           | Estádio        | Data            | Hora     |          |          |          |          |          |          |
| Académica Sal       | 0 - 2    | Académico Aeroporto | Marcelo Leitão | 11 de fevereiro | 14:00    |          |          |          |          |          |          |
| Florença            | 3 - 1    | Gaviões             | Marcelo Leitão | 11 de fevereiro | 16:00    |          |          |          |          |          |          |
| Santa Maria         | 2 - 1    | Juventude           | Marcelo Leitão | 12 de fevereiro | 14:00    |          |          |          |          |          |          |
| Verdun              | 0 - 0    | Palmeira            | Marcelo Leitão | 12 de fevereiro | 16:00    |          |          |          |          |          |          |
| Rodada 6            |          |                     |                |                 |          |          |          |          |          |          |          |
| Casa                | Gols     | Visitador           | Estádio        | Data            | Hora     |          |          |          |          |          |          |
| Académico Aeroporto | 2 - 0    | Florença            | Marcelo Leitão | 18 de fevereiro | 14:00    |          |          |          |          |          |          |
| Palmeira            | 0 - 3    | Santa Maria         | Marcelo Leitão | 18 de fevereiro | 16:00    |          |          |          |          |          |          |
| Juventude           | 2 - 3    | Académica Sal       | Marcelo Leitão | 19 de fevereiro | 14:00    |          |          |          |          |          |          |
| Gaviões             | 0 - 0    | Verdun              | Marcelo Leitão | 19 de fevereiro | 16:00    |          |          |          |          |          |          |
| Rodada 7            |          |                     |                |                 |          |          |          |          |          |          |          |
| Casa                | Gols     | Visitador           | Estádio        | Data            | Hora     |          |          |          |          |          |          |
| Santa Maria         | 0 - 2    | Gaviões             | Marcelo Leitão | 4 de março      | 14:00    |          |          |          |          |          |          |
| Florença            | 2 - 1    | Juventude           | Marcelo Leitão | 4 de março      | 16:00    |          |          |          |          |          |          |
| Verdun              | 0 - 2    | Académico Aeroporto | Marcelo Leitão | 5 de março      | 14:00    |          |          |          |          |          |          |
| Académica Sal       | 1 - 0    | Palmeira            | Marcelo Leitão | 5 de março      | 16:00    |          |          |          |          |          |          |
| Rodada 8            |          |                     |                |                 |          |          |          |          |          |          |          |
| Casa                | Gols     | Visitador           | Estádio        | Data            | Hora     |          |          |          |          |          |          |
| Académico Aeroporto | 3 - 1    | Palmeira            | Marcelo Leitão | 11 de março     | 14:00    |          |          |          |          |          |          |
| Gaviões             | 0 - 2    | Juventude           | Marcelo Leitão | 11 de março     | 16:00    |          |          |          |          |          |          |
| Santa Maria         | 3 - 0    | Florença            | Marcelo Leitão | 12 de março     | 14:00    |          |          |          |          |          |          |
| Académica Sal       | 1 - 1    | Verdun              | Marcelo Leitão | 12 de março     | 16:00    |          |          |          |          |          |          |
| Rodada 9            |          |                     |                |                 |          |          |          |          |          |          |          |
| Casa                | Gols     | Visitador           | Estádio        | Data            | Hora     |          |          |          |          |          |          |
| Florença            | 0 - 0    | Académica Sal       | Marcelo Leitão | 25 de março     | 14:00    |          |          |          |          |          |          |
| Verdun              | 0 - 3    | Santa Maria         | Marcelo Leitão | 25 de março     | 16:00    |          |          |          |          |          |          |
| Juventude           | 1 - 0    | Académico Aeroporto | Marcelo Leitão | 26 de março     | 14:00    |          |          |          |          |          |          |
| Palmeira            | 1 - 0    | Gaviões             | Marcelo Leitão | 26 de março     | 16:00    |          |          |          |          |          |          |
| Rodada 10           |          |                     |                |                 |          |          |          |          |          |          |          |
| Casa                | Gols     | Visitador           | Estádio        | Data            | Hora     |          |          |          |          |          |          |
| Juventude           | 2 - 2    | Palmeira            | Marcelo Leitão | 1 de abril      | 14:00    |          |          |          |          |          |          |
| Académico Aeroporto | 4 - 1    | Gaviões             | Marcelo Leitão | 1 de abril      | 16:00    |          |          |          |          |          |          |
| Santa Maria         | 1 - 2    | Académica Sal       | Marcelo Leitão | 2 de abril      | 14:00    |          |          |          |          |          |          |
| Verdun              | 0 - 1    | Florença            | Marcelo Leitão | 2 de abril      | 16:00    |          |          |          |          |          |          |
| Rodada 11           |          |                     |                |                 |          |          |          |          |          |          |          |
| Casa                | Gols     | Visitador           | Estádio        | Data            | Hora     |          |          |          |          |          |          |
| Verdun              | 2 - 4    | Juventude           | Marcelo Leitão | 8 de abril      | 14:00    |          |          |          |          |          |          |
| Florença            | 1 - 0    | Palmeira            | Marcelo Leitão | 8 de abril      | 16:00    |          |          |          |          |          |          |
| Académico Aeroporto | 2 - 2    | Santa Maria         | Marcelo Leitão | 9 de abril      | 14:00    |          |          |          |          |          |          |
| Académica Sal       | 2 - 1    | Gaviões             | Marcelo Leitão | 9 de abril      | 16:00    |          |          |          |          |          |          |
| Rodada 12           |          |                     |                |                 |          |          |          |          |          |          |          |
| Palmeira            | 2 - 1    | Verdun              | Marcelo Leitão | 14 de abril     | 18:00    |          |          |          |          |          |          |
| Juventude           | 2 - 1    | Santa Maria         | Marcelo Leitão | 14 de abril     | 20:00    |          |          |          |          |          |          |
| Gaviões             | 1 - 1    | Florença            | Marcelo Leitão | 15 de abril     | 14:00    |          |          |          |          |          |          |
| Académico Aeroporto | 3 - 1    | Académica Sal       | Marcelo Leitão | 15 de abril     | 16:00    |          |          |          |          |          |          |
| Rodada 13           |          |                     |                |                 |          |          |          |          |          |          |          |
| Verdun              | 1 - 1    | Gaviões             | Marcelo Leitão | 22 de abril     | 14:00    |          |          |          |          |          |          |
| Académica Sal       | 1 - 3    | Juventude           | Marcelo Leitão | 22 de abril     | 16:00    |          |          |          |          |          |          |
| Santa Maria         | 3 - 1    | Palmeira            | Marcelo Leitão | 23 de abril     | 14:00    |          |          |          |          |          |          |
| Florença            | 0 - 4    | Académico Aeroporto | Marcelo Leitão | 23 de abril     | 16:00    |          |          |          |          |          |          |
| Rodada 14           |          |                     |                |                 |          |          |          |          |          |          |          |
| Palmeira            | 0 - 2    | Académica Sal       | Marcelo Leitão | 29 de abril     | 14:00    |          |          |          |          |          |          |
| Académico Aeroporto | 1 - 0    | Verdun              | Marcelo Leitão | 29 de abril     | 16:00    |          |          |          |          |          |          |
| Juventude           | 5 - 0    | Florença            | Marcelo Leitão | 30 de abril     | 14:00    |          |          |          |          |          |          |
| Gaviões             | 1 - 10   | Santa Maria         | Marcelo Leitão | 30 de abril     | 16:00    |          |          |          |          |          |          |

## Evolução dos posições
| Clube / Semana          | 01 | 02 | 03 | 04 | 05 | 06 | 07 | 08 | 09 | 10 | 11 | 12 | 13 | 14 |
| ----------------------- | -- | -- | -- | -- | -- | -- | -- | -- | -- | -- | -- | -- | -- | -- |
| Académica do Sal        | 1  | 2  | 3  | 5  | 6  | 4  | 3  | 4  | 4  | 4  | 4  | 4  | 4  | 4  |
| Académico do Aeroporto  | 3  | 4  | 2  | 4  | 2  | 2  | 2  | 2  | 2  | 2  | 2  | 1  | 1  | 1  |
| Florença                | 6  | 7  | 5  | 6  | 5  | 6  | 4  | 5  | 5  | 5  | 5  | 5  | 5  | 5  |
| Gaviões                 | 5  | 6  | 7  | 7  | 7  | 7  | 6  | 7  | 7  | 7  | 7  | 7  | 7  | 7  |
| Futebol Clube Juventude | 4  | 3  | 4  | 2  | 3  | 3  | 5  | 3  | 3  | 3  | 3  | 3  | 3  | 3  |
| Palmeira                | 7  | 5  | 6  | 3  | 4  | 5  | 7  | 6  | 6  | 6  | 6  | 6  | 6  | 6  |
| SC Santa Maria          | 2  | 1  | 1  | 1  | 1  | 1  | 1  | 1  | 1  | 1  | 1  | 2  | 2  | 2  |
| Verdun]                 | 8  | 8  | 8  | 8  | 8  | 8  | 8  | 8  | 8  | 8  | 8  | 8  | 8  | 8  |

| Primeira Divisão do Sal de 2016-17 Campeão Académico do Aeroporto 15a título |

## Estadísticas
- Melhor vitória::  Gaviões 1 - 10 Santa Maria (30 de abril)